# Леополд I (Хабсбург)
Вижте пояснителната страница за други личности с името Леополд I.
Леополд I Победоносни, Хабсбургския Меч (на немски: Leopold I Der Glorwürdige, Das Schwert Habsburg; * 4 август 1290, Виена; † 28 февруари 1326, Страсбург) от династията Хабсбурги, е 13-и херцог на Австрия и Щирия от 1308 до 1326 г. заедно с брат му Фридрих I и граф на Хабсбург (1308 – 1326).

## Произход и управление
Той е третият син на римско-немския крал Албрехт I († 1 май 1308) и на Елизабета Каринтийска, Горицко-Тиролска († 28 октомври 1313) от род Майнхардини.
През 1298 г. баща му е коронован за крал в Аахен. На първото Имперско събрание тази година в Нюрнберг, новият крал дава на синовете си Рудолф, Фридрих и Леополд властта над Австрия и Щирия. По-малките им братя са Албрехт, Хайнрих и Ото.
След смъртта на родителите му Леополд I става глава на фамилията Хабсбурги. Той управлява Горна Австрия и подпомага брат си Фридрих Красивия в безуспешните избори за немски крал против Лудвиг Баварски, а след това и в последвалата гражданска война. Леополд губи битката при Моргартен на 15 ноември 1315 г. против швейцарците, което съществено отслабва Хабсбургите. След загубата в битката при Мюлдорф (Ампфинг) на 28 септември 1322 г., Леополд се застъпва интензивно за освобождението на пленения му брат и му изпраща дори имперските инодии.

## Фамилия
Леополд I се жени през 1315 г. за принцеса Катарина Елизабета от Савоя (* 1297 ~ 1305, † 12 юни 1336), дъщеря на граф Амадей V Савойски от Савойската династия и втората му съпруга Мария Брабантска. Тя е по-голяма сестра на византийската императрица Анна Савойска, от 1326 г. втората съпруга на император Андроник III Палеолог.
Двамата имат две дъщери:
- Агнес (* 1315, † 1392)
∞ 1338 г. Болеслав II († 1368), херцог на Швайдниц от род Пясти.
- Катарина (* 28 февруари 1320, † 28 септември/октомври 1349 от чума)
- ∞ 25 ноември 1338 г. Енкверанд VI дьо Куси († 1346); нейният син е Енкверанд VII дьо Куси (1339 – 1397) (Дом Гент).
- ∞ февруари 1348 г. граф Конрад фон Хардег († 1349), бургграф на Магдебург от род Кверфурт.

```

```

- Катарина Савойска,
съпруга
- Агнес, 
дъщеря
- Катарина,
дъщеря